# Rymdkanon

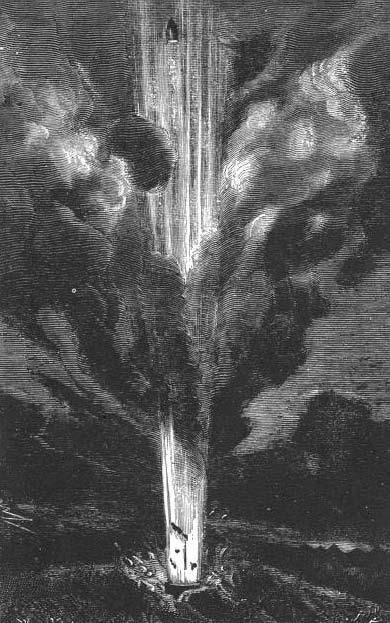
Rymdkanonen i Jules Vernes Från jorden till månen

En rymdkanon eller Vernekanon är en metod som används för att skjuta iväg en rymdfarkost genom att en stor kanonliknande struktur används i stället för bärraketer. Försök med rymdkanoner har gjorts på kastbanestadiet. men fenomenet förknippas främst med science fiction och Jules Vernes Från jorden till månen.

### Fotnoter
1. ↑  ”Martlet” (på engelska). Encyclopedia Astronautica. Arkiverad från originalet den 26 september 2010. https://web.archive.org/web/20100926022558/http://www.astronautix.com/fam/martlet.htm. Läst 14 september 2014.